# Rudolf Klein (Ingenieur)
Rudolf Klein (* 6. Dezember 1908 in Kleinostheim; † 8. Februar 1986 in Karlsruhe) war ein deutscher Ingenieur und Hochschullehrer für Eisenbahn- und Straßenwesen.

## Leben
Rudolf Klein, ein Sohn des Gutsbesitzers Hugo Klein und dessen Ehefrau Lina Klein geborene Seiz, studierte an der Technischen Hochschule Karlsruhe und schloss sein Studium 1931 mit dem akademischen Grad eines Diplom-Ingenieurs ab. Er trat in den Vorbereitungsdienst ein und wurde nach dem bestandenen Staatsexamen 1935 zum Regierungsbaumeister (Assessor in der öffentlichen Bauverwaltung) ernannt. Er wurde 1936 mit einer Dissertation zur Ermittlung der kürzesten Fahrzeit auf mechanischdynamischer Grundlage zum Dr.-Ing. promoviert und arbeitete als höherer technischer Verwaltungsbeamter. Als solcher war er Amtsvorsteher, Dezernent und Abteilungsleiter einer Eisenbahndirektion. Ab 1936 hatte er einen Lehrauftrag an der Technischen Hochschule Karlsruhe. Nach seiner Habilitation lehrte er dort ab 1949 als Honorarprofessor. 1952 folgte er einem Ruf als ordentlicher Professor für Eisenbahn-, Straßen- und Verkehrswesen an die Technische Hochschule Darmstadt, wo er auch Institutsdirektor war und bis zu seiner Emeritierung 1974 tätig war. Im akademischen Jahr 1965/1966 war er Rektor der Hochschule.
Kleins wissenschaftliche Schwerpunkte waren das Straßenwesen und die Eisenbahnkunde. Er verfasste zahlreiche Aufsätze für eisenbahn- und straßenbautechnische Fachzeitschriften und war von 1965 bis 1978 Mitherausgeber der Fachzeitschrift Eisenbahntechnische Rundschau.
Rudolf Klein war evangelisch; 1935 heiratete er Sonja geborene Stromeyer, beide hatten vier Kinder und lebten zuletzt in Karlsruhe.

## Schiften (Auswahl)
- Die Eisenbahnen im neuzeitlichen Verkehr. Röhrig, Darmstadt 1963.
- (mit Karl-Heinz Schulze und Georg Suss): Zur Auswirkung der Spikesreifenverwendung auf den Straßenverschleiß und auf das Fahrverhalten der Fahrzeuge. Bundesministerium für Verkehr, Abteilung Straßenbau, Bonn-Bad Godesberg 1975.
- (mit Hannes Lacher und Frank Thiele): Modellversuche zum Abfluss von Niederschlagswasser auf Verwindungsstrecken. Bundesministerium für Verkehr, Abteilung Straßenbau, Bonn-Bad Godesberg:1978.